# Дорійський діалект

Поширення грецьких діалектів

Дорійський діалект (дав.-гр. Δωρικός) — діалект давньогрецької мови.
На варіантах цього діалекту говорили жителі південного та східного Пелопоннесу, Криту, Родосу, деяких островів на півдні Егейського моря, у деяких містах Малої Азії, Південної Італії, Сицилії, Епіру та Македонії.
Разом із північно-західним діалектом він є «західною групою» класичних грецьких діалектів.
Єдиним живим нащадком доричної мови є цаконська мова, якою розмовляють у Греції й нині;

хоча й знаходиться під загрозою зникнення, залишилося лише кілька сотень – переважно літніх – вільно розмовляючих.

В елліністичну епоху, при владі Ахейського союзу, у ахейському дорійському койні виявилося безліч особливостей, загальних для всіх дорійських діалектів, що затримують поширення на Пелопоннес «атичного койне» до II століття до Р. Х.

Цей загальноприйнятий діалект почав використовуватися в указах Ахейського союзу. 
В Аркадії його поява можна дуже легко простежити, оскільки він істотно відрізняється від стародавнього недорійського аркадського діалекту. 
У самій Ахеї він утримував позиції до I століття до Р. Х.. 
Ахейському дорійському койне були властиві ті крайні особливості, що є типовими для егейського варіанта дорійського діалекту і північно-західного дорійського койне.
Загальновизнано, що дорійський діалект виник у горах Епіра, у північно-західній Греції, батьківщині дорійців. 
Він був поширений на всю решту регіони під час дорійського вторгнення (близько 1150 до Р.Х.) і наступної колонізації. 
Існування дорійської держави у Центральній Греції, на північ від Коринфської затоки, породило теорію, що дорійська зародилася у північно-західній Греції або, можливо, у межах Балкан. 
Діалект поширився на північ до мегарської колонії Візантія та коринфських колоній Потідеї, Епідамна, Аполлонії та Амбракії.
Місцеві епіграфічні свідоцтва обмежені указами Епірського союзу та табличкою заклинань з Пелли (обидва не раніше IV століття до н.е.), і дорійським епонімом Μαχάτας, вперше зафіксованому в Македонії (раніше V століття до Р.Х)..